# Tectodamaeus yaoi
Tectodamaeus yaoi es una especie de ácaro del género Tectodamaeus, familia Damaeidae. Fue descrita científicamente por Wang en 1994.
Habita en Asia del Sur.